# Залесе (гміна Домб'є)
Залесе (пол. Zalesie) — село в Польщі, у гміні Домб'є Кольського повіту Великопольського воєводства.
Населення — 214 осіб (2011).
У 1975-1998 роках село належало до Конінського воєводства.

## Демографія
Демографічна структура станом на 31 березня 2011 року:
|          | Загалом | Допрацездатний вік | Працездатний вік | Постпрацездатний вік |
| -------- | ------- | ------------------ | ---------------- | -------------------- |
| Чоловіки | 107     | 22                 | 70               | 15                   |
| Жінки    | 107     | 21                 | 53               | 33                   |
| Разом    | 214     | 43                 | 123              | 48                   |